# Cephaloscyllium signourum
Cephaloscyllium signourum — акула з роду Cephaloscyllium родини Котячі акули. Інша назва «прапорохвоста головаста акула».

## Опис
Загальна довжина досягає 74 см. Зовнішнє схожа на Cephaloscyllium speccum. Голова коротка, широка, сплощена зверху. Морда коротка й округла. Очі помірно великі, овально-горизонтальні, з мигальною перетинкою. Зіниці щілиноподібні. Очі розташовані високо на голові. За ними розташовані невеличкі бризкальця. Під очима розташовані щічні горбики. Ніздрі відносно широкі, носові клапани короткі. Губні борозни відсутні. Рот широкий. На верхній щелепі розташовано 84 робочих зубів, нижній — 97. Зуби дрібні, з 3-5 верхівками, з яких центральна є високою, бокові — маленькими та затупленими. У неї 5 пар коротких зябрових щілин. Тулуб гладкий (товстий). Грудні плавці великі, широкі. Має 2 маленьких спинних плавця. Передній спинний плавець більше за задній. Починається навпроти середини черевних плавців. задній — навпроти анального плавця. Черевні плавці маленькі. Анальний плавець високий і широкий, більше за задній спинний плавець. Хвостовий плавець широкий, гетероцеркальний. На кінчику верхньої лопаті є глибокий виріз, що утворює вимпел.
Забарвлення коричневе з темними крапочками. На спині і боках є 10 темних сідлоподібних плям, крайні з яких знаходяться на голові та хвостовому стеблі. навколо бризкальці розташовані візерунки, з'єднані темною лінією. На боках і грудних плавцях присутні темні плями. На «вимпелі» верхньої лопаті хвостового плавця присутня V-подібна темна пляма, що надає вигляд прапора. За це акула отримала свою другу назву. Черево має білуватий колір.

## Спосіб життя
Тримається на глибинах від 480 до 700 м. Воліє до рифових ділянок. Як захист здатна надувати черево, ковтаючи воду або повітря. Активна здебільшого вночі. Полює на здобич біля дна, є бентофагом. Живиться ракоподібними, головоногими молюсками, морськими черв'яками, личинками морських тварин, а також невеличкою костистою рибою.
Це яйцекладна акула. Самиця відкладає 2 яйця.
Не є об'єктом промислового вилову.

## Розповсюдження
Мешкає на відстані 100 км від узбережжя Квінсленду (Австралія), біля рифу Ліхоу.